# Tre Deckare löser Magiska häxans gåta
Alfred Hitchcock och Tre deckare löser Magiska häxans gåta (originaltitel Alfred Hitchcock and the Three Investigators in The Mystery of the Magic Circle) är den tjugosjunde (i Sverige dock tjugosjätte) boken i den fristående Tre deckare-serien. Boken är skriven av M. V. Carey 1978. Den utgavs i Sverige på svenska 1979 av B. Wahlströms bokförlag med översättning av Bodil von Eichwald-Agdler.